# Hrast - Mouvement pour la réussite de la Croatie
Hrast - Mouvement pour la réussite de la Croatie (en croate : Hrast - Pokret za uspješnu Hrvatsku, Hrast qui veut dire « chêne » en croate est un acronyme pour Hrvatski rast qui veut dire « Croissance croate ») est un parti politique fondé en 2012 en Croatie. Le parti a fusionné en 2021 avec le parti Souverainistes croates.